# 日本ビタミン学会
公益社団法人 日本ビタミン学会（にっぽんびたみんがっかい、英語: The Vitamin Society Of Japan）は、日本の学術研究団体の一つ。

## 概要
1949年5月28日設立。学術研究団体としての種別は単独学会。
ビタミン学（ビタミン、その他のバイオファクターに関する学問分野）の進歩・発展に貢献し、国民の健康増進に寄与することを目的としている。
国際活動としてAmerican Society for Nutritionと協力調停を結んでいる。

## 沿革
- 1949年 - 日本ビタミン学会発足。
- 2013年 - 一般社団法人日本ビタミン学会設立。
- 2015年 - 公益社団法人日本ビタミン学会へ移行。

## 刊行物

### ビタミン
- 誌名（和文）：ビタミン
- 誌名（欧文）：Vitamins (Japan)
- 創刊年：1949
- 資料種別：ジャーナル（査読付き論文を含む）
- 使用言語：日本語（英文抄録あり）
- 発行形態：印刷体、eジャーナル
- 著作権帰属先：学会
- クリエイティブコモンズ：定めている（CC BY-NC-ND）
- 購読：有料

### Journal of Nutrition Science and Vitaminology
- 誌名（和文）：Journal of Nutrition Science and Vitaminology
- 誌名（欧文）：Journal of Nutrition Science and Vitaminology
- 創刊年：1954
- 資料種別：ジャーナル（査読付き論文を含む）
- 使用言語：英語のみ
- 発行形態：その他電子体
- 著作権帰属先：学会
- クリエイティブコモンズ：定めていない
- 購読：-